# Lampornis
Genre
Lampornis est un genre d'oiseaux-mouches (la famille des trochilidés) de la sous-famille des Trochilinae et de la tribu des Lampornithini.

## Liste des espèces
D'après la classification de référence (version 2.5, 2010) du Congrès ornithologique international, ce genre est constitué des espèces suivantes (par ordre phylogénique) :
- Lampornis clemenciae – Colibri à gorge bleue
- Lampornis amethystinus – Colibri à gorge améthyste
- Lampornis viridipallens – Colibri vert-d'eau
- Lampornis sybillae – Colibri de Sybil
- Lampornis hemileucus – Colibri à gorge lilas
- Lampornis calolaemus – Colibri à gorge pourprée
- Lampornis castaneoventris – Colibri à ventre châtain
- Lampornis cinereicauda – Colibri à queue grise